# Parc olympique de Whistler

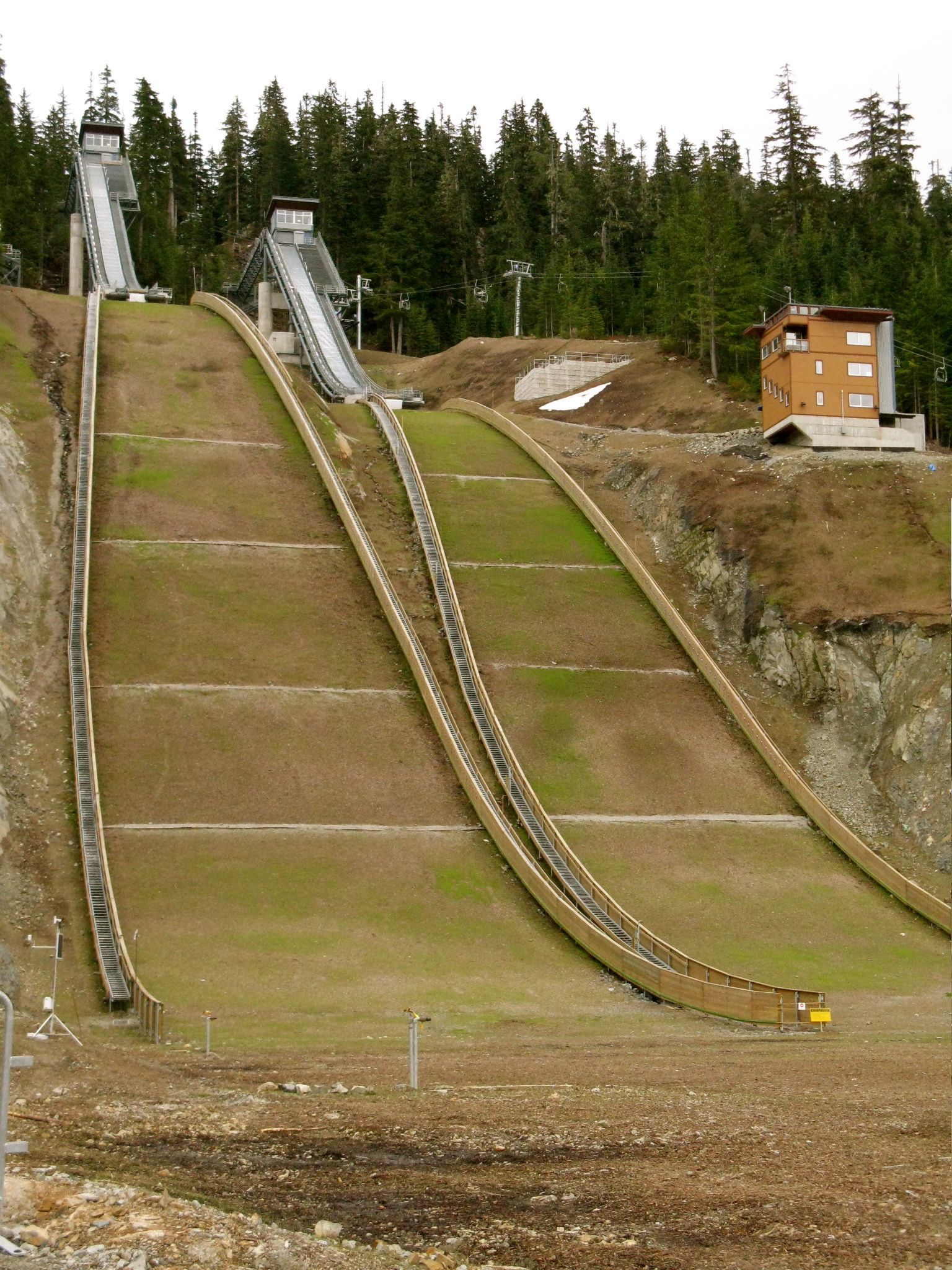
Tremplins du parc olympique de Whistler

Les épreuves nordiques pour les Jeux olympiques d'hiver de 2010 se sont déroulées au parc olympique de Whistler. Situé dans le bassin de Madeley Creek dans la vallée Callaghan, à l'ouest de Whistler, en Colombie-Britannique, Canada, les épreuves de biathlon, de ski de fond, de combiné nordique et de saut à ski s'y dérouleront. Après les Jeux olympiques, les installations demeureront publiques, s'intégrant aux sentiers de la nature et aux routes alpines existantes. Trois stades, avec des fonctions temporaires et permanentes, sont en cours de construction avec une capacité pour 10 000 spectateurs chacun (6 000 pour les Jeux paralympiques). Le parc olympique est situé à environ 8 km de la jonction de sa route d'accès par l'autoroute 99 et à 14 km du village olympique de Whistler. 
Bien que n'ayant pas de neige la veille de l'ouverture officielle, la région reçoit 30 cm de neige durant la nuit. Le parc est officiellement ouvert au public le 22 novembre 2008 à midi heure locale. 
Notamment, le Parc comprend 14 km kilomètres de sentiers de ski de fond et de biathlon, deux sauts à ski (90 et 120 mètres), 100 millions de dollars seront dépensés pour les installations dans la vallée de Callaghan. 

## Compétitions
Des compétitions de Coupe du monde de ski de fond 2008-2009 et de combiné nordique se déroulent au parc la fin de semaine du 15-18 janvier 2009. Onze équipes de combinés nordiques, totalisant 50 skieurs, ainsi que 17 équipes de ski de fond, environ 230 skieurs, participent à l'événement. La fin de semaine du 22-25 janvier 2009, le parc est à son tour l'hôte d'une étape de la Coupe du monde de saut à ski. 
Les vainqueurs des épreuves d'essai pour le ski de fond, sont la Slovaque Alena Prochazkova dans le sprint féminin, Emil Jönsson de la Suède dans le sprint des hommes, Justyna Kowalczyk de Pologne dans la poursuite féminine de double, l'Italien Pietro Piller Cottrer en double poursuite des hommes, et dans le sprint par équipe, les gagnants sont l'Italie pour les femmes (Magda Genuin et Arianna Follis) et la Suède pour les hommes (Emil Joensson et Robin Bryntesson). Les gagnants du combiné nordique sont Bill Demong des États-Unis à l'épreuve du 16 janvier et la Norvège Magnus Moan le 17. L'Autrichien Gregor Schlierenzauer remporte les deux épreuves de saut à ski.